# Muhammad Hidayatullah
Muhammad Hidayatullah (født 17. december 1905, død 18. september 1992) var en indisk jurist og politiker, der var Indiens 6. vicepræsident fra 1979 til 1984. Han var også fungerende præsident i Indien fra juli til august 1969 og fra 6. oktober 1982 til 31. oktober 1982.